# Кіяїк (село)
Кіяї́к (рос. Кияик) — село (колишнє селище) в Зав'яловському районі Удмуртії, Росія.
Населення — 1064 особи (2010; 1095 в 2002).
Національний склад станом на 2002 рік:
- росіяни — 63 %
- удмурти — 29 %

Урбаноніми:
- вулиці — Азінська, Весняна, Зарічна, Лісова, Молодіжна, Нова, Південна, Травнева, Транспортна, Центральна, Шкільна
- провулки — Північний, Травневий